# Csád az 1968. évi nyári olimpiai játékokon
Csád  a mexikói Mexikóvárosban megrendezett 1968. évi nyári olimpiai játékok egyik részt vevő nemzete volt. Az országot az olimpián 1 sportágban 3 sportoló képviselte, akik érmet nem szereztek.

## Atlétika
Férfi
| Versenyző  | Versenyszám | Előfutam | Előfutam | Előfutam | Elődöntő | Elődöntő | Elődöntő | Döntő   | Döntő    |
| Versenyző  | Versenyszám | Idő      | Hely.    | Össz.    | Idő      | Hely.    | Össz.    | Idő     | Helyezés |
| ---------- | ----------- | -------- | -------- | -------- | -------- | -------- | -------- | ------- | -------- |
| Ahmed Issa | 800 m       | 1:49,09  | 4.       | 20.      | kiesett  | kiesett  | kiesett  | kiesett | kiesett  |
| Ahmed Issa | 1500 m      | 3:53,13  | 4.       | 23.      | 3:53,26  | 8.       | 8.       | kiesett | kiesett  |

| Versenyző      | Versenyszám | Selejtező | Selejtező | Döntő    | Döntő    |
| Versenyző      | Versenyszám | Eredmény  | Helyezés  | Eredmény | Helyezés |
| -------------- | ----------- | --------- | --------- | -------- | -------- |
| Mahamat Idriss | Magasugrás  | 206 cm    | 21.       | kiesett  | kiesett  |
| Ahmed Senoussi | Magasugrás  | 214 cm    | 4.        | 209 cm   | 12.      |